# Kazimierz Raszkowski
Kazimierz Raszkowski (ur. 9 czerwca 1928 w Okoninie, zm. 12 czerwca 2002 w Grudziądzu) – polski ślusarz, poseł na Sejm PRL VI i VII kadencji.

## Życiorys
Uzyskał wykształcenie średnie, z zawodu ślusarz narzędziowy. Po II wojnie światowej pracował w Cukrowni Mełno, potem w Robotniczej Spółdzielni Wydawniczej „Prasa” we Wrocławiu, a od 1952 w Pomorskiej Odlewni i Emalierni w Grudziądzu. W 1954 został przewodniczącym Rady Zakładowej.
W 1946 został członkiem Związku Walki Młodych, a w 1951 Polskiej Zjednoczonej Partii Robotniczej w 1951, w której w 1956 został członkiem egzekutywy Komitetu Zakładowego, ponadto przez trzy kadencje zasiadał w egzekutywie Komitetu Wojewódzkiego. Był radnym Miejskiej Rady Narodowej. W 1972 i 1976 uzyskiwał mandat posła na Sejm PRL w okręgach kolejno Grudziądz i Toruń. Przez dwie kadencje zasiadał w Komisji Pracy i Spraw Socjalnych, której w trakcie VII kadencji był zastępcą przewodniczącego. Ponadto w trakcie VI kadencji zasiadał w Komisji Planu Gospodarczego, Budżetu i Finansów, a w trakcie VII w Komisji Przemysłu Ciężkiego, Maszynowego i Hutnictwa.
Pochowany na cmentarzu farnym w Grudziądzu.

## Odznaczenia
- Krzyż Kawalerski Orderu Odrodzenia Polski
- Złoty Krzyż Zasługi
- Srebrny Krzyż Zasługi
- Medal 30-lecia Polski Ludowej
- Brązowy Medal „Za zasługi dla obronności kraju”
- Odznaka 1000-lecia Państwa Polskiego